# 西城街道 (曲靖市)
西城街道，是中华人民共和国云南省曲靖市麒麟区下辖的一个街道，由曲靖经济技术开发区托管。

## 行政区划
西城街道下辖以下地区：
白牛社区、冯官桥社区、湛大屯社区和西山社区。